# Zálesí
Zálesí är en ort i Tjeckien.   Den ligger i regionen Södra Mähren, i den sydöstra delen av landet, 160 km sydost om huvudstaden Prag. Zálesí ligger 440 meter över havet och antalet invånare är 186.
Terrängen runt Zálesí är platt. Runt Zálesí är det ganska glesbefolkat, med 32 invånare per kvadratkilometer. Närmaste större samhälle är Moravské Budějovice, 11,0 km norr om Zálesí. Trakten runt Zálesí består till största delen av jordbruksmark.